# Torksey
Torksey ist eine Gemeinde (parish) und ein Verwaltungsbezirk (ward) an der Westgrenze der englischen Grafschaft Lincolnshire im District West Lindsey. Der Ort Torksey liegt am Ostufer des Flusses Trent. Bei der Volkszählung 2001 wurden 551 Einwohner für die Gemeinde und 2342 für den Verwaltungsbezirk Torksey ermittelt.

## Geschichte
Torksey wurde schon im frühen Mittelalter als Tionvulfingacester und Turkseige erwähnt. Von der Mitte des 10. bis zur Mitte des 12. Jahrhunderts befand sich in Torksey eines der großen Töpfereizentren Englands. Archäologische Funde der hier hergestellten Tonwaren werden als Torksey-Ware klassifiziert. 872/73 diente Torksey dem Großen Heer, einer dänischen Wikingerarmee, die die angelsächsischen Königreiche plündernd durchzog, um sie schließlich zu erobern, als Winterlager. 1645 wurde Torksey Castle, ein Herrenhaus im Süden des Ortes während des Bürgerkrieges niedergebrannt.

## Sehenswürdigkeiten
Am Südrand des Ortes liegen am Ufer des Trent die Ruinen von Torksey Castle. Hierbei handelt es sich um ein Herrenhaus von 1560, das während des englischen Bürgerkrieges (1642–1649) zerstört wurde. Royalistische Truppen brannten das Herrenhaus im August 1645 nieder. Nur die Westfassade und ein Teil der Rückwand sind noch erhalten. Baumaterialien sind vor allem Backstein, der mit Kalksteinquadern verblendet wurde. Der Grundriss vor der Zerstörung war quadratisch, mit flankierenden Türmchen, die Fassade und Ecken gliederten.
Bei Torksey überquert die alte Eisenbahnlinie von Sheffield nach Lincoln den Trent. Die Strecke ist seit 1959 stillgelegt, doch die 1849 erbaute Brücke wurde als Baudenkmal unter Schutz gestellt. Es handelt sich um eine der ersten Kastenträgerbrücken überhaupt. Ihr Erbauer, der Eisenbahningenieur John Fowler (1817–1898), baute später auch unter anderem die Auslegerbrücke über den Firth of Forth, die bis heute benutzt wird und als äußerst stabil gilt, sowie zwei Bahnbrücken über den Severn in Coalbrookdale und Upper Arley, die beide – ebenfalls in Kastenträgerbauweise – heute noch in Benutzung sind.

## Umgebung

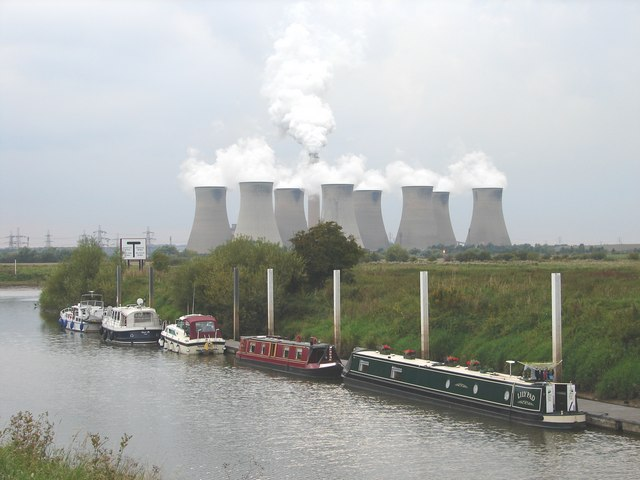
Mündung des Foss Dyke in den Trent, im Hintergrund das Cottam Power Station.

In der Nähe von Torksey auf der anderen Seite des Trent, und damit in Nottinghamshire befindet sich das Cottam Power Station, ein Kohlekraftwerk mit 2.080 MW Leistung, das 1969 erbaut wurde.
Südlich von Torksey beginnt der Foss Dyke, der älteste noch nutzbare Kanal Englands. Er wurde im Jahr 120 n. Chr. von den Römern erbaut, verbindet die Flüsse Trent und Witham miteinander und führt dabei von Torksey bis nach Lincoln.

## Sport
Nördlich von Torksey befindet sich der Lincoln Golf Club, der hier seit 1903 ansässig ist.